# Ђорђе Илић
Ђорђе Илић (Струмица, 1920 - Београд, 19. август 2010) био је српски академски сликар, педагог и професор.

## Биографија
Рођен је у Струмици од оца Димитрија, учитеља и мајке Анете, учитељице. Године 1927. отац је премештен у село Велики Борак, код Београда, где Ђорђе Илић почиње и завршава основну школу. Године 1931. уписује се у гимназију у Великом Градишту. После мале матуре желео је да настави школовање у гимназији (уписује се у 5. разред у Ћуприји) да би могао да се упише на Ликовну академију, али отац је желео да му син буде учитељ. 
Године 1937. уписује се у Учитељску школу у Јагодини где га „открива“ Гргур Станојевић, професор цртања и ручног рада; упућује га на дела светских мајстора из енциклопедија и историја уметности којима је професор располагао, па Ђорђе дефинитивно доноси одлуку да се посвети сликарству. 
У време његовог образовања у Учитељској школи основан је часопис „Учитељска узданица“ у коме је сарађивао као један од најмлађих чланова Уређивачког одбора. Почиње да води дневник записујући догађаје, сусрете, разговоре са својим пријатељима, колегама, а касније, разговоре, упутства и коментаре мајстора Мила Милуновића у мајсторској радионици, а нарочито са својим професором Недељком Гвозденовићем; бележи размишљања о свом раду, сликама, о стању и кретању у савременој уметности. Године 1939. добија награду за сликарство (као ученик III разреда Учитељске школе) за Светосавски темат „Јагодина и околина у 40 цртежа“. 
Следеће године добија награду за сликарство за темат „40 цртежа слободно изабраних мотива“ и приређује прву самосталну изложбу слика у просторијама Учитељске школе. У периоду од 1941—1944. године, дипломира у Учитељској школи и указом Министарства просвете бива постављен за учитеља у селу Вељуса (сада Македонија); ради само два месеца; почиње рат и, као избеглица, враћа се у Београд и добија учитељско место у селу Јабуковац (код Неготина) а потом је, због болести (запаљење плућа), премештен у село Бељина, где остаје до завршетка рата. За време службовања, 1941. године долази у Београд, полаже пријемни испит на Ликовној академији, где повремено похађа часове теоријске и практичне наставе. По завршетку рата дефинитивно напушта учитељску службу.
После оверених шест семестара и положених испита, 1945. поново је уписао студује на Ликовној академији у класи професора Недељка Гвозденовића а истовремено се добровољно бавио социјалним и хуманитарних радом на оснивању обданишта и домова за угрожена лица.
Након завршетка Академије, учествовао је на изложбама дипломираних студената Ликовне академије и постао члан Удружења ликовних уметника Србије (УЛУС). После дипломирања радио је као сарадник у мајсторској радионици Мила Милуновића - до 1952. године. 
У периоду 1951—1971. године водио је ликовну секцију - цртање и сликање - у просторијама Дома армије у Београду. 
Године 1952. Ђорђе Илић је имао прву самосталну изложбу у галерији УЛУС-а на Теразијама, а у периоду 1953—1954. студијски је боравио у Паризу; излагао на 11. салону „Популиста“.
Године 1955. бива изабран за асистента за предмет Слободно цртање на Архитектонском факултету у Београду; извео је декоративни мозаик у Дому ЈНА (уништен приликом рестаурације просторија). Излагао је на изложби „Савремена југословенска уметност“ у Дубровнику; учествовао у оснивању „Групе 57“ и колективно излагао на истоименој изложби у Београду. 
Године 1958. поново бива изабран за асистента, а 1961. бива изабран за доцента на Архитектонском факултету. Године 1968. бива изабран за ванредног професора за предмет Слободно цртање и основи графике и сликарства. Учествује на колективној изложби у Светозареву (Јагодини) приликом прославе тридесетогодишњице завршног испита бивших ученика Учитељске школе. 
Године 1974. поново је изабран за ванредног професора на Архитектонском факултету у Београду.
У току 1975. године изабран је за редовног професора на Архитектонском факултету у Београду, а 1981. изабран је за шефа катедре за визуелне комуникације на Архитектонском факултету у Београду.
Првог октобра 1984. године одлази у пензију.
Ђорђе Илић је преминуо 19. августа 2010. године у свом дому у Београду.

## Самосталне изложбе
- 1940. јун, Јагодина, Сала Учитељске школе;
- 1952. октобар, Београд, Галерија УЛУС-а;
- 1954. септембар, Струмица, Дворана гимназије;
- 1954. октобар, Ђевђелија, предворје Народног позоришта;
- 1955. јуни - јули, Лозница, сала Занатског дома;
- 1956. април, Светозарево (Јагодина) Раднички универзитет;
- 1957. март, Београд, Галерија УЛУС-а;
- 1958. октобар - новембар, Париз, Галерија Жан Кастел;
- 1960. септембар, Охрид, Раднички универзитет;
- 1960. септ.-октобар Београд, Архитектонски факултет (ретроспектива 1949—1960 )
- 1963. децембар, Сомбор, Галерија културно - пропагандног центра;
- 1964. септембар - октобар, Београд, Галерија Дома ЈНА;
- 1964. новембар, Ријека Изложбени салон Дома ЈНА;
- 1964. децембар, Пула Дом ЈНА;
- 1972. децембар 1972 - јануар 1973. г. Београд, Салон Музеја савремене уметности;
- 1973. децембар, Земун, Сцена - фоаје - Народног позоришта;
- 1974. јун, Крушевац, Уметничка галерија;
- 1976. мај - јун, Апатин, Ликовни салон Графичког колектива „Меркур";
- 1983. новембар, Београд, Ликовна галерија Културног центра Београда;
- 1996. јун - јул, Будва, Модерна галерија (мини ретроспектива );
- 2000. мај - јун, Херцег Нови, галерија Спинакер;
- 2004. ретроспектива, Београд, Уметнички Павиљон „Цвијета Зузорић";
- 2007. Елбург (Холандија) Градски музеј.

## Награде
- 1939. Награда за сликарство за Светосавски темат „Јагодина и околина у 40 цртежа“ (ученик је 3-ће године Учитељске школе у Јагодини)
- 1940. Награда за сликарство за Светосавски темат "40 цртежа слободно изабраних тема
- 1964. Награда УЛУС-а за сликарство на тему „Човек и рад“
- 1964. Награда за сликарство на Другом тријеналу ликовних уметности Југославије
- 1973. Награда за сликарство СО Нови Београд
- 1973. Откупна награда „Комграп"-а на Четрнаестом Октобарском салону
- 1975. Откупна награда Галерије југословенског портрета, Тузла, на Трећој изложби југословенског портрета
- 1985. Откупна награда Ликовног салона Радничког универзитета Нови Београд
- 1999. Велика повеља за вишегодишњи допринос развоју области ликовног образовања у основној настави на Архитектонском факултету Универзитета у Београду

## Мишљење УЛУС-а
Комисија УЛУС-а за предлагање ликовних уметника за посебна признања је на својој седници одржаној 5. марта 2009. дала је мишљење о делу Ђорђе Илића:
„Ликовни уметник Ђорђе Илић дао је изузено висок допринос националној култури Републике Србије.
Више од шест деценија сликарство Ђорђа Илића креће се у широким поетским распонима: од париског интимизма, преко историјског експресионизма, до арт брут-а, те мексичког сликарства и поетске фантастике шагаловске осећајности. Оно што, наиме, остаје Илићев тематски континум јесу овдашњи сижеи: социјално, рурално, етнографско али и локална урбана амблематика седме деценије. Висок ниво ликовне културе и необично иновативна примена и транспоновање светских искустава у њему својственом идиому чине Илића изузетном појавом у националној уметности.
Удружење ликовних уметника Србије предлаже Министарству културе Републике Србије да уметнику додели посебно признање за допринос националној култури у Републици Србији.“

## Изводи из студија, критика, приказа, осврта и рецензија
„Оно што овог младог сликара одваја делимично од његове генерације, то је очигледна жеља да искрено савлада задатак који се пред њим поставља уз помоћ сензибилности која му је урођена и знања до којих је дошао... Ђорђе Илић у свом тихом карактеру носи један лепи осећај за тон и боју који омогућава видан будући развој.“ Петар Лубарда, Предговор за каталог Прве самосталне изложбе 1952. у Галерији УЛУС-а у Београду
„Изложба Ђорђа Илића долази у ред несвакидашњих изложби, у ред оних које се памте. Ђорђе Илић је учио и научио сликарски занат код Мила Милуновића, једног од четворице наших сликара код којих се најбоље може научити занат сликарске уметности. Но, Ђорђе је до сада једини од Милуновићевих ученика који је, користећи занатске поуке свога учитеља успео да изгради потпуно свој уметнички свет... Ђорђе Илић је успео да изразито хумани људски карактер свог фигуративног сликарства сведе на једну штедљиву али емоционално богату сиву потку, озарену, то и тамо, живим бојама. На својој изложби овај млади уметник пружио нам је примере беспрекорног сликарства оствареног са пуном занатском вештином и интензивним уметничким доживљајем.“ Ђорђе Поповић, критика на изложбу Ђорђа Илића, Радио Београд, марта 1957.